# Leichtathletik-Weltmeisterschaften 1991/Hochsprung der Männer

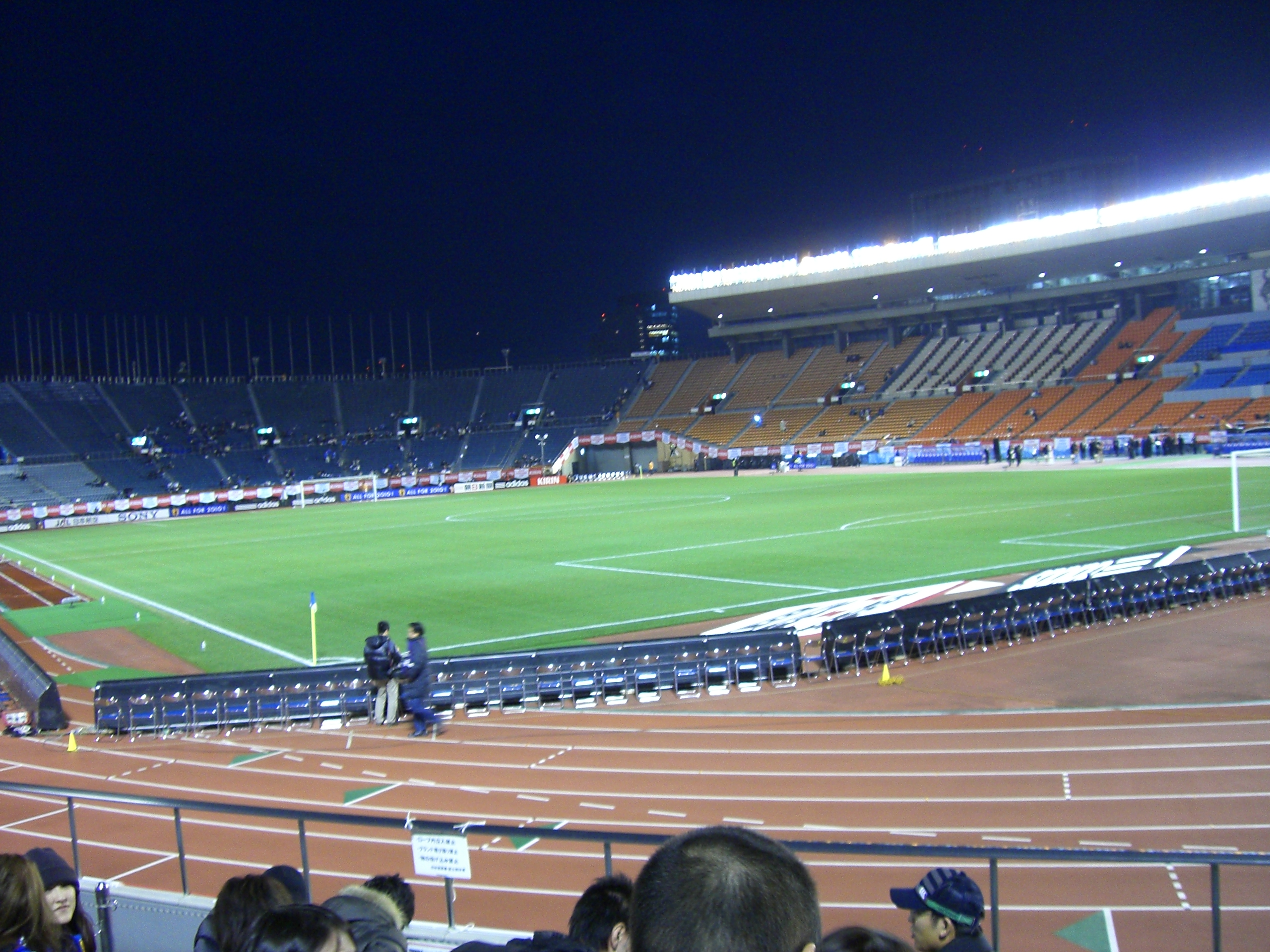
Das Olympiastadion in Tokio im Jahr 2008

Der Hochsprung der Männer bei den Leichtathletik-Weltmeisterschaften 1991 wurde am 30. August und 1. September 1991 im Olympiastadion der japanischen Hauptstadt Tokio ausgetragen.
Die US-amerikanischen Hochspringer errangen in diesem Wettbewerb mit Gold und Bronze zwei Medaillen. Weltmeister wurde Charles Austin. Er gewann vor dem kubanischen Weltrekordinhaber Javier Sotomayor. Der Olympiazweite von 1988 Hollis Conway kam auf den dritten Platz.

## Rekorde

### Bestehende Rekorde
| Weltrekord               | 2,44 m | Javier Sotomayor    | San Juan, Puerto Rico   | 29. Juli 1989     |
| Weltmeisterschaftsrekord | 2,38 m | Patrik Sjöberg      | WM 1987 in Rom, Italien | 6. September 1987 |
| Weltmeisterschaftsrekord | 2,38 m | Hennadij Awdjejenko | WM 1987 in Rom, Italien | 6. September 1987 |
| Weltmeisterschaftsrekord | 2,38 m | Igor Paklin         | WM 1987 in Rom, Italien | 6. September 1987 |

### Rekordeinstellung /-verbesserung
- WM-Rekord: 2,38 m – Charles Austin. USA (Weltmeister), Finale am 1. September (Rekord egalisiert)
- Landesrekord: 2,36 m – Dalton Grant, Großbritannien (Vierter), Finale am 1. September (neuer britischer Rekord)

## Qualifikation
30. August 1991, 16:40 Uhr
39 Teilnehmer traten in zwei Gruppen zur Qualifikationsrunde an. Die Qualifikationshöhe für den direkten Finaleinzug betrug 2,30 m. Niemand musste diese Höhe angehen. Nachdem vierzehn Sportler 2,27 m überquert hatten (hellgrün unterlegt), wurde die Qualifikation abgebrochen, weil der Aufwand überzogen gewesen wäre, mit vierzehn Hochspringern weiterzumachen, nur um zwei weitere von ihnen zu eliminieren.

### Gruppe A
| Platz | Name              | Nation              | Resultat (m) |
| 1     | Charles Austin    | USA                 | 2,27         |
| 1     | Dalton Grant      | Großbritannien      | 2,27         |
| 1     | Marino Drake      | Kuba                | 2,27         |
| 4     | Arturo Ortiz      | Spanien             | 2,27         |
| 5     | Dragutin Topić    | Jugoslawien         | 2,27         |
| 5     | Troy Kemp         | Bahamas             | 2,27         |
| 5     | Rick Noji         | USA                 | 2,27         |
| 8     | Rudolf Powarnizyn | Sowjetunion         | 2,27         |
| 9     | Ian Garrett       | Australien          | 2,24         |
| 10    | Takahisa Yoshida  | Japan               | 2,24         |
| 11    | Róbert Ruffini    | Tschechoslowakei    | 2,24         |
| 12    | Georgi Dakow      | Bulgarien           | 2,24         |
| 13    | Håkon Särnblom    | Norwegen            | 2,20         |
| 13    | Fouad Fahriedin   | Jordanien           | 2,20         |
| 15    | Zhou Zhonge       | Volksrepublik China | 2,20         |
| 16    | Steve Smith       | Großbritannien      | 2,20         |
| 17    | Michael Mikkelsen | Dänemark            | 2,20         |
| 18    | Jarosław Kotewicz | Polen               | 2,15         |
| 19    | Roger Te Puni     | Neuseeland          | 2,15         |
| NM    | Fernando Moreno   | Argentinien         | ogV          |

### Gruppe B

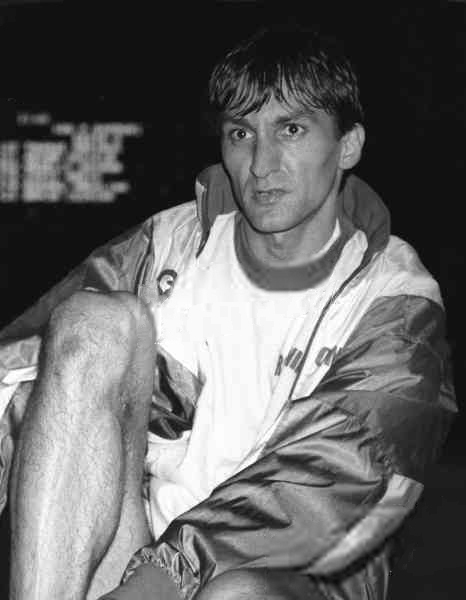
Sorin Matei reichten seine 2,24 m nicht zur Finalteilnahme

| Platz | Name                | Nation                   | Resultat (m) |
| 1     | Hollis Conway       | USA                      | 2,27         |
| 1     | Artur Partyka       | Polen                    | 2,27         |
| 1     | Javier Sotomayor    | Kuba                     | 2,27         |
| 1     | Igor Paklin         | Sowjetunion              | 2,27         |
| 5     | Patrik Sjöberg      | Schweden                 | 2,27         |
| 6     | Steinar Hoen        | Norwegen                 | 2,27         |
| 7     | Juha Isolehto       | Finnland                 | 2,24         |
| 8     | Gustavo Becker      | Spanien                  | 2,24         |
| 8     | Othmane Belfaa      | Algerien                 | 2,24         |
| 8     | Sorin Matei         | Rumänien                 | 2,24         |
| 11    | Tim Forsyth         | Australien               | 2,24         |
| 12    | Alex Zaliauskas     | Kanada                   | 2,24         |
| 13    | Serhij Dimtschenko  | Sowjetunion              | 2,20         |
| 14    | Xu Yang             | Volksrepublik China      | 2,20         |
| 15    | David Anderson      | Australien               | 2,15         |
| 16    | Karl Scatliffe      | Britische Jungferninseln | 2,05         |
| 17    | Valery Abugattas    | Peru                     | 2,00         |
| 18    | Khalid Ahmed Mousa  | Sudan                    | 1,90         |
| 18    | Emmanuel Ngadjadoum | Tschad                   | 1,90         |
| DNS   | Geoff Parsons       | Großbritannien           |              |

## Wettbewerbsverlauf
Als der Wettkampf in die entscheidende Phase ging, übersprangen Javier Sotomayor (erster Versuch), Hollis Conway (zweiter Versuch) und Dalton Grant (dritter Versuch) mit 2,36 m eine Höhe, die Charles Austin ausließ. Anschließend meisterte Austin 2,38 m mit seinem zweiten Sprung, während Conway sowie Grant jeweils dreimal scheiterten und ausschieden. Sotomayor ließ diese Höhe aus und stieg erst bei 2,40 m wieder ein. Doch er konnte nur einen erfolglosen Versuch absolvieren und musste anschließend wegen einer Knöchelverletzung aufgeben. Damit hatte Conway, der 2,40 m ausließ und sich noch dreimal vergeblich an der Weltrekordhöhe von 2,45 m versuchte, den Wettkampf für sich entschieden. Aufgrund der Fehlversuchsregel waren Sotomayor Vizeweltmeister und Conway Bronzemedaillengewinner, während Grant der undankbare vierte Platz blieb.
Dalton Grant war bei einer persönlichen Bestleistung von 2,30 m erst bei 2,31 m in den Wettbewerb eingestiegen und hatte am Ende mit 2,36 m einen neuen britischen Landesrekord aufgestellt.

## Legende
Kurze Übersicht zur Bedeutung der Symbolik – so üblicherweise auch in sonstigen Veröffentlichungen verwendet:
| – | verzichtet                            |
| o | übersprungen                          |
| x | ungültig                              |
| r | Wettkampf nicht fortgesetzt (retired) |

## Finale
1. September 1991, 15:00 Uhr
| Platz | Name              | Nation         | Resultat (m) | 2,20 m                                  | 2,24 m                                  | 2,28 m                                  | 2,31 m                                  | 2,34 m                                  | 2,36 m                                  | 2,38 m                                  | 2,40 m                                  | 2,45 m                                  |
| 1     | Charles Austin    | USA            | 2,38 CRe     | o                                       | o                                       | –                                       | o                                       | o                                       | –                                       | xo                                      | –                                       | xxx                                     |
| 2     | Javier Sotomayor  | Kuba           | 2,36         | –                                       | o                                       | –                                       | o                                       | –                                       | o                                       | –                                       | xr                                      |                                         |
| 3     | Hollis Conway     | USA            | 2,36         | o                                       | o                                       | –                                       | xo                                      | –                                       | xo                                      | xxx                                     |                                         |                                         |
| 4     | Dalton Grant      | Großbritannien | 2,36 NR      | –                                       | –                                       | –                                       | o                                       | –                                       | xxo                                     | xxx                                     |                                         |                                         |
| 5     | Troy Kemp         | Bahamas        | 2,34         | o                                       | –                                       | o                                       | xo                                      | o                                       | xxx                                     |                                         |                                         |                                         |
| 5     | Marino Drake      | Kuba           | 2,34         | o                                       | –                                       | xo                                      | –                                       | o                                       | xxx                                     |                                         |                                         |                                         |
| 7     | Patrik Sjöberg    | Schweden       | 2,31         | –                                       | o                                       | –                                       | xxo                                     | xr                                      |                                         |                                         |                                         |                                         |
| 8     | Rick Noji         | USA            | 2,28         | o                                       | –                                       | xo                                      | xxx                                     |                                         |                                         |                                         |                                         |                                         |
| 9     | Dragutin Topić    | Jugoslawien    | 2,28         | Ablauf in den Quellen nicht aufgelistet | Ablauf in den Quellen nicht aufgelistet | Ablauf in den Quellen nicht aufgelistet | Ablauf in den Quellen nicht aufgelistet | Ablauf in den Quellen nicht aufgelistet | Ablauf in den Quellen nicht aufgelistet | Ablauf in den Quellen nicht aufgelistet | Ablauf in den Quellen nicht aufgelistet | Ablauf in den Quellen nicht aufgelistet |
| 10    | Arturo Ortiz      | Spanien        | 2,24         | Ablauf in den Quellen nicht aufgelistet | Ablauf in den Quellen nicht aufgelistet | Ablauf in den Quellen nicht aufgelistet | Ablauf in den Quellen nicht aufgelistet | Ablauf in den Quellen nicht aufgelistet | Ablauf in den Quellen nicht aufgelistet | Ablauf in den Quellen nicht aufgelistet | Ablauf in den Quellen nicht aufgelistet | Ablauf in den Quellen nicht aufgelistet |
| 10    | Igor Paklin       | Sowjetunion    | 2,24         | Ablauf in den Quellen nicht aufgelistet | Ablauf in den Quellen nicht aufgelistet | Ablauf in den Quellen nicht aufgelistet | Ablauf in den Quellen nicht aufgelistet | Ablauf in den Quellen nicht aufgelistet | Ablauf in den Quellen nicht aufgelistet | Ablauf in den Quellen nicht aufgelistet | Ablauf in den Quellen nicht aufgelistet | Ablauf in den Quellen nicht aufgelistet |
| 12    | Artur Partyka     | Polen          | 2,24         | Ablauf in den Quellen nicht aufgelistet | Ablauf in den Quellen nicht aufgelistet | Ablauf in den Quellen nicht aufgelistet | Ablauf in den Quellen nicht aufgelistet | Ablauf in den Quellen nicht aufgelistet | Ablauf in den Quellen nicht aufgelistet | Ablauf in den Quellen nicht aufgelistet | Ablauf in den Quellen nicht aufgelistet | Ablauf in den Quellen nicht aufgelistet |
| 13    | Rudolf Powarnizyn | Sowjetunion    | 2,24         | Ablauf in den Quellen nicht aufgelistet | Ablauf in den Quellen nicht aufgelistet | Ablauf in den Quellen nicht aufgelistet | Ablauf in den Quellen nicht aufgelistet | Ablauf in den Quellen nicht aufgelistet | Ablauf in den Quellen nicht aufgelistet | Ablauf in den Quellen nicht aufgelistet | Ablauf in den Quellen nicht aufgelistet | Ablauf in den Quellen nicht aufgelistet |
| 14    | Steinar Hoen      | Norwegen       | 2,20         | Ablauf in den Quellen nicht aufgelistet | Ablauf in den Quellen nicht aufgelistet | Ablauf in den Quellen nicht aufgelistet | Ablauf in den Quellen nicht aufgelistet | Ablauf in den Quellen nicht aufgelistet | Ablauf in den Quellen nicht aufgelistet | Ablauf in den Quellen nicht aufgelistet | Ablauf in den Quellen nicht aufgelistet | Ablauf in den Quellen nicht aufgelistet |

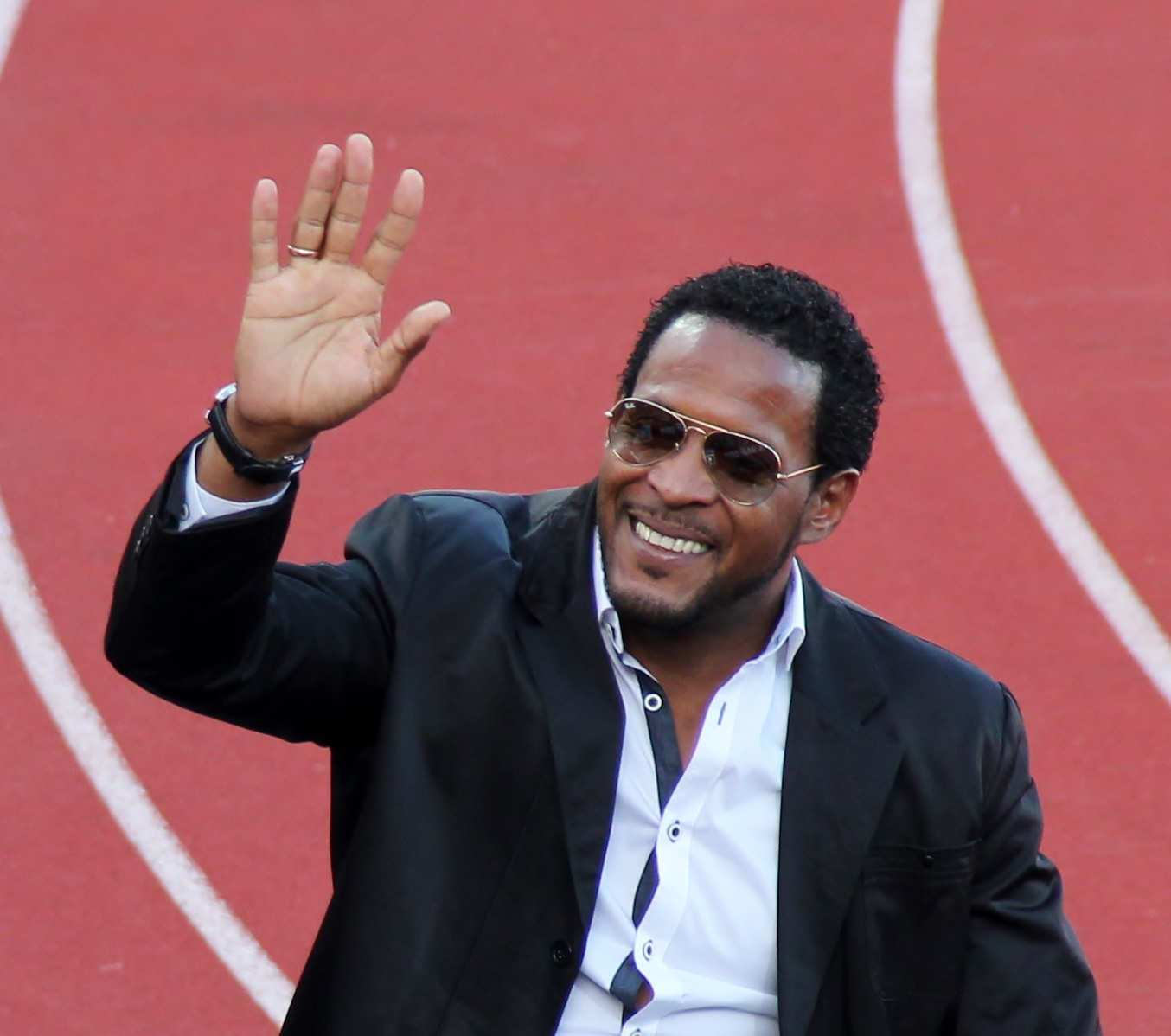
Weltrekordinhaber Javier Sotomayor (hier im Jahr 2015) wurde Vizeweltmeister – verletzungsbedingt konnte er am Schluss nicht mehr um den Sieg mitspringen
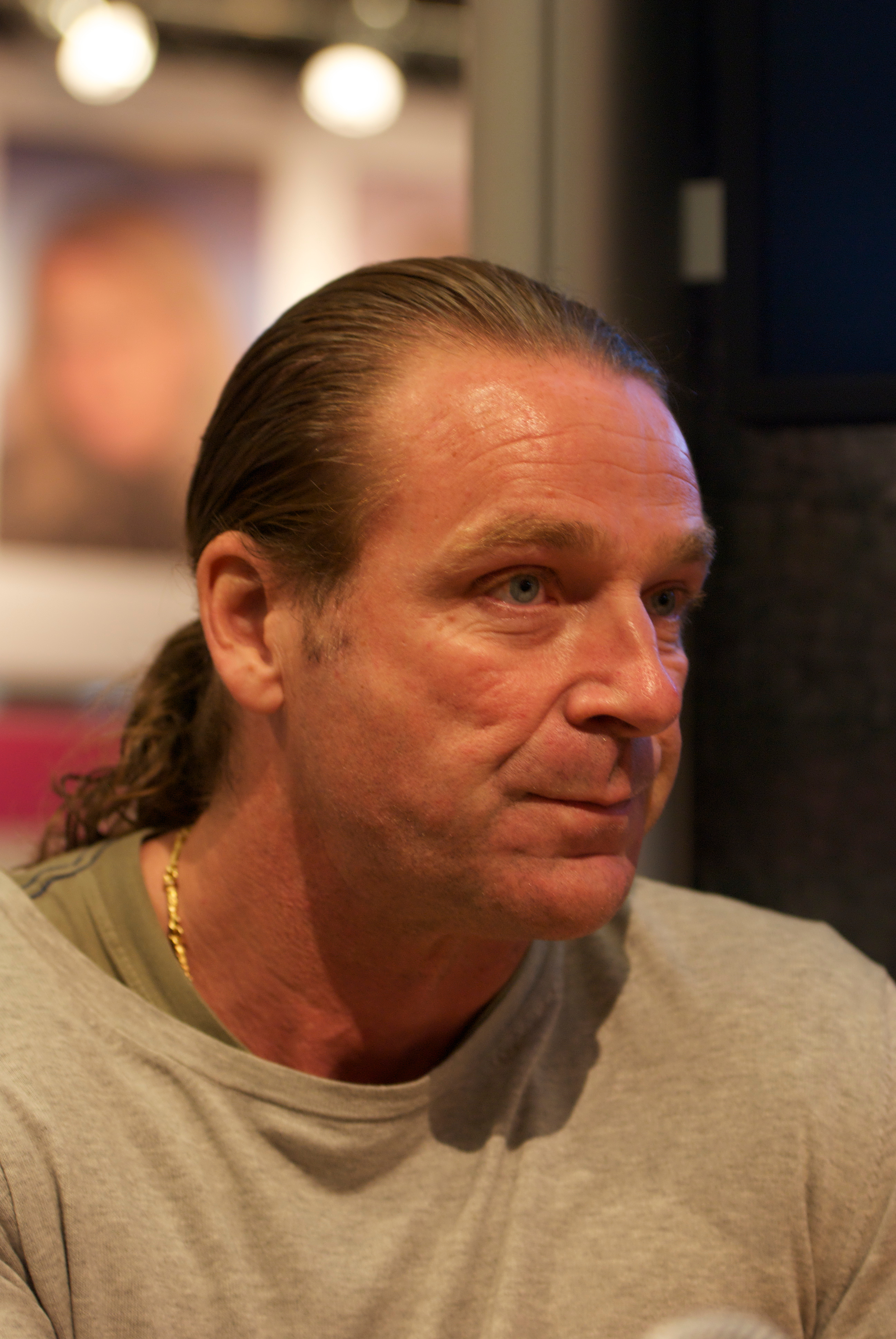
Titelverteidiger Patrik Sjöberg (Foto: 2011), 1984 Olympiazweiter und 1988 Olympiadritter, belegte Rang sieben
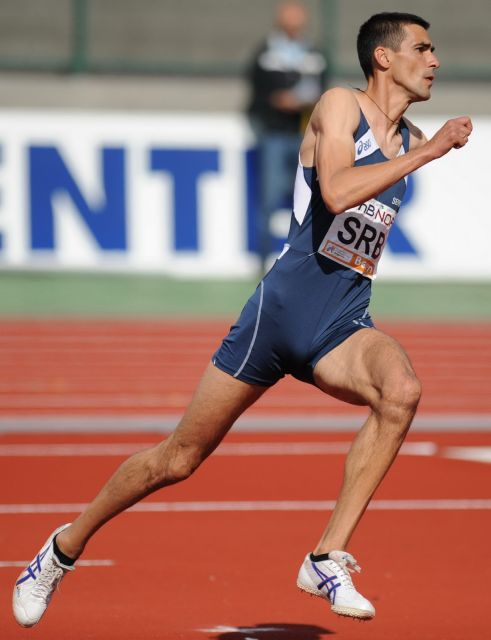
Der amtierende Europameister Dragutin Topić kam auf den neunten Platz

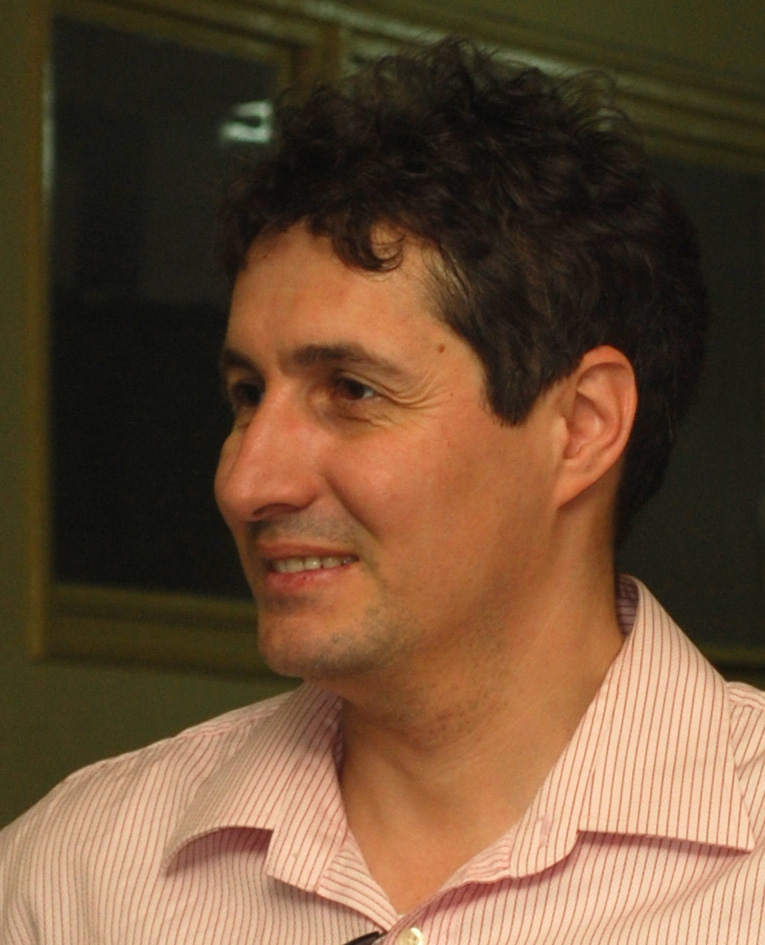
Artur Partyka erreichte Platz zwölf
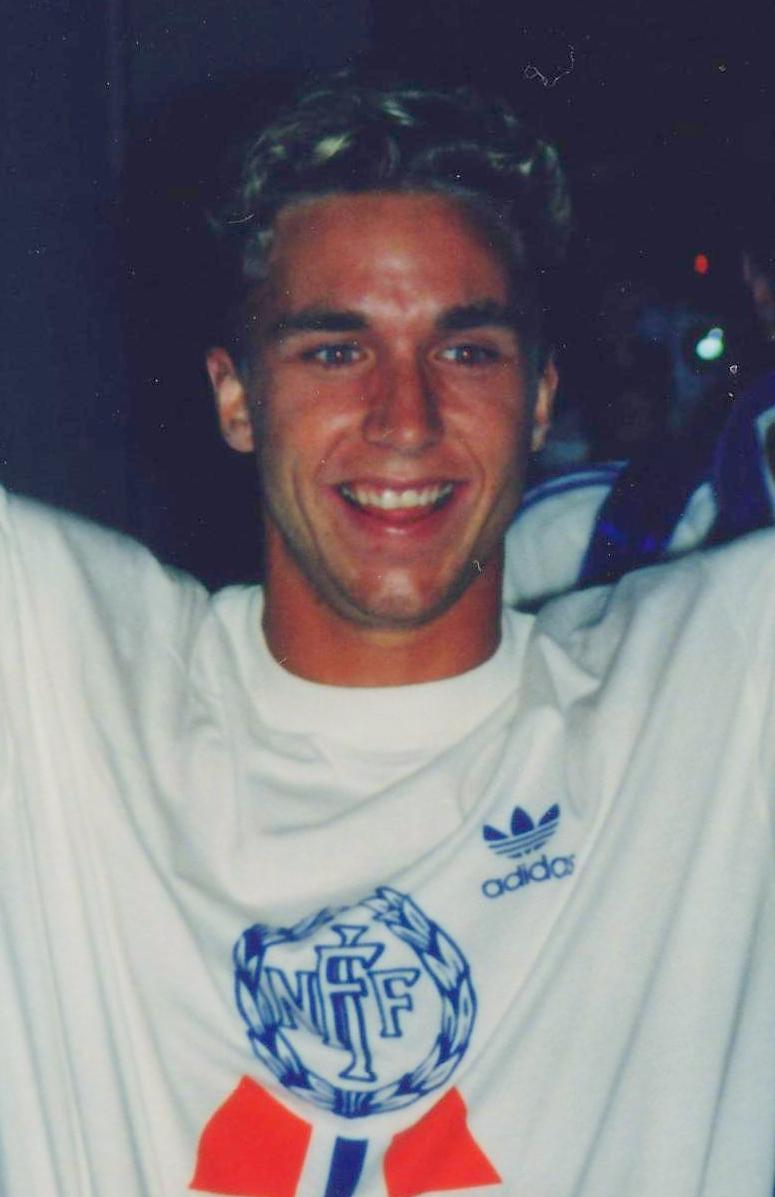
Rang vierzehn für Steinar Hoen

## Video
- Men's High Jump Final World Champs in Tokyo 1991 auf youtube.com, abgerufen am 15. April 2020